# Ruy Guerra
Ruy Guerra (ur. 22 sierpnia 1931 w Lourenço Marques) – brazylijski reżyser, scenarzysta, montażysta, aktor i producent filmowy. Jedna z czołowych postaci brazylijskiego kina drugiej połowy XX w.

## Życiorys
Urodził się w rodzinie portugalskich imigrantów osiadłych w Mozambiku, który był wtedy portugalską kolonią. Od 1952 studiował na paryskiej uczelni filmowej IDHEC, a od połowy lat 50. pracował jako asystent reżysera przy kilku francuskich filmach. Następnie w 1958 wyemigrował do Brazylii, gdzie nakręcił swój fabularny debiut Nicponie (1962).
Zasłynął kolejnym filmem Karabiny (1964). Ta opowieść o nędzy i przemocy na brazylijskiej prowincji przyniosła mu Srebrnego Niedźwiedzia – Nagrodę Specjalną za reżyserię na 14. MFF w Berlinie. Obraz wszedł do kanonu kinematografii brazylijskiej jako jedno z czołowych dzieł nurtu Cinema Novo.
Po kilkuletniej pracy za granicą, wymuszonej nastaniem dyktatury wojskowej w Brazylii i objęciem Guerry zakazem kręcenia filmów, w połowie lat 70. powrócił do kraju. Wraz z Nelsonem Xavierem zrealizował wtedy film Upadek (1978), swoisty sequel do Karabinów. Film nagrodzono Srebrnym Niedźwiedziem – Nagrodą Specjalną Jury na 28. MFF w Berlinie.
Następnie Guerra powrócił do rodzinnego Mozambiku, gdzie nakręcił film Mueda, Memoria e Massacre (1979), pierwszy w historii film fabularny z Mozambiku. W kraju tym Guerra nakręcił również wiele filmów krótkometrażowych i pomógł założyć miejscowy Narodowy Instytut Kina.
W 1983 powstała w Meksyku Erendira, adaptacja powieści Gabriela Garcíi Márqueza. Film startował w konkursie głównym na 36. MFF w Cannes, a w tytułową rolę wcieliła się Cláudia Ohana, ówczesna żona Guerry.
Guerra pojawiał się w niewielkich rolach jako aktor w filmach innych reżyserów. Najbardziej znana pozostaje jego rola hiszpańskiego konkwistadora Pedra de Ursúa w filmie Aguirre, gniew boży (1972) Wernera Herzoga.